# Жан-Кристоф
Жан-Кристоф (1904‒1912) је роман у 10 томова Ромена Ролана за који је добио Prix Femina 1905. и Нобелову награду за књижевност 1915. године. На енглески га је превео Гилберт Канан.
Прва четири тома се понекад групишу као Жан-Кристоф, следећа три као Жан-Кристоф у Паризу, а последња три као Крај путовања.
1. L'Aube ("Зора", 1904)
2. Le Matin ("Јутро", 1904)
3. L'Adolescent ("Младост", 1904)
4. La Révolte ("Побуна", 1905)
5. La Foire sur la place („Сајам на тргу“, 1908)
6. Antoinette ("Антоанета",1908)
7. Dans la maison ("Кућа", 1908)
8. Les Amies ("Пријатељство", 1910)
9. Le Buisson ardent ("Пламтећи жбун", 1911)
10. La Nouvelle Journée ("Нова зора", 1912)

Енглески преводи су се појавили између 1911. и 1913. године.

## Критика
Иако је Ролан први пут осмислио ово дело у Риму у пролеће 1890. године, озбиљно је почео 1903. након што је објавио биографију Бетовена. Писмо од 13. септембра 1902. открива његове планове:
Мој роман је прича о животу, од рођења до смрти. Мој херој је велики немачки музичар који је стицајем околности био приморан да са 16-18 година оде, живећи ван Немачке у Паризу, Швајцарској итд. Место радње је данашња Европа. Укратко, јунак је Бетовен у модерном свету.
Али у свом предговору за Dans la maison, објављеном 1909. године, Ролан је негирао да је писао роман у традиционалном смислу, већ „музички роман“ у којем емоције, а не класична радња, диктирају ток догађаја. „Када видите човека, да ли се запитате да ли је он роман или песма? Жан-Кристоф ми је одувек изгледао да тече као река; то сам причао од првих страница." Ово је сковало термин romans-fleuve (река-роман), који се од тада примењује на друге низове романа у истом стилу.
Многи појединачни томови одступају од приче о Крафту и фокусирају се на друге ликове. Ролан је био обожавалац Лава Толстоја и, као и у Рату и миру, велики део дела посвећен је ауторовим размишљањима о разним темама: музици, уметности, књижевности, феминизму, милитаризму, националном карактеру и друштвеним променама у Трећој републици, што се углавном приписује Крафту, иако је Ролан негирао да је делио многе особине са својим измишљеним композитором. Многи читаоци су критиковали дидактичке аспекте Жан-Кристофа. У својој великој употреби стварних детаља, Ролан је следио методе претходника натуралиста са којима је иначе имао мало заједничког.